# Paasikivi-Kekkonen-doktrinen
Paasikivi-Kekkonen-doktrinen er den finske præsident Urho Kekkonens (1956-1981) gennemførelse og videreudvikling af hans forgænger Paasikivis doktrin for Finlands overlevelse som uafhængigt land med demokrati og kapitalisme i den umiddelbare nærhed af Sovjetunionen.
Hovedarkitekten bag Finlands neutralitetspolitik efter Fortsættelseskrigens afslutning i 1944 var Juho Kusti Paasikivi, som var landets præsident fra 1946 til 1956.
Hans efterfølger Urho Kekkonen, der var præsident fra 1956 til 1981, videreudviklede denne politik og lagde vægt på, at Finland skulle være en aktiv frem for en passiv neutral.

## Baggrund
Finland og Sovjetunionen underskrev fredsaftalerne i Paris i 1947, som udover de indrømmelser, Finland havde givet i Fredstraktaten i Moskva i 1940, fastlagde:
- Begrænsninger i størrelsen på de finske væbnede styrker.
- Afståelse til Sovjetunionen af området ved Petsamo ved Barentshavet.
- Udlejning af Porkkala-halvøen ved Helsinki til Sovjetunionen til brug som flådebase (tilbageleveret før tiden i 1956).
- Fri transit adgang til dette område gennem finsk territorium.
- Krigsskadeserstatninger til Sovjetunionen på 300 mio. gulddollars (svarende til 570 mio. dollars i 1952, det år betalingen blev afsluttet).

## Gennemførelse
I april 1948 underskrev Finland en sovjetisk-finsk venskabs-, samarbejds- og gensidig bistandstraktat med Sovjetunionen. Ifølge denne gensidige bistandstraktat var Finland forpligtet til, om nødvendigt med hjælp fra Sovjetunionen, at modstå væbnede angreb fra "Tyskland eller dets allierede" (dvs. NATO) mod Finland eller mod Sovjetunionen gennem Finland. Samtidig anerkendte aftalen Finlands ønske om at forblive udenfor stormagtskonflikter. Denne aftale blev fornyet for en periode af 20 år i 1955, 1970 og igen i 1983.

## Afvikling
Finnerne reagerede forsigtigt i 1990-1991 på Sovjetunionens faldende magt og den efterfølgende opløsning af USSR. Finland ophævede ensidigt de begrænsninger, som det var blevet pålagt i aftalerne fra 1947 og 1948, bortset fra forbuddet mod at anskaffe kernevåben, og tilsluttede sig de andre nordiske landes udtalte bekymring over kuppet mod den sovjetiske leder Mikhail Gorbatjov, og gav støtte og uofficiel opmuntring til de baltiske lande i deres kamp for uafhængighed.
Ved samtidig at erstatte den finsk-sovjetiske gensidige bistandstraktat med traktater om generelt samarbejde og handel fik finnerne sig placeret på lige fod med modparten, samtidig med at de har opnået venlige bilaterale forhold. Finland udbygger i dag de handelsmæssige forbindelser over grænserne og udnytter sit potentiale som indfaldsvej for handel med Rusland. Det har forsikret Rusland om, at det ikke vil rejse krav om tilbagelevering af tidligere finsk territorium, som blev afstået efter Fortsættelseskrigen (selv om et mindretal af finner er uenige), og fortsætter med at bekræfte betydningen af gode bilaterale forbindelser.